# Argiope versicolor
Argiope versicolor es una especie de araña araneomorfa género Argiope, familia Araneidae. Fue descrita científicamente por Doleschall en 1859.
Habita en Pakistán y desde China a Indonesia (Java).

## Descripción
Es una araña colorida. El cefalotórax de la hembra está cubierto por pelo plateado. Su abdomen es de forma pentagonal con bandas blancas, amarillas, rojas y oscuras dorsalmente y dos franjas amarillas longitudinales ventralmente. Las bandas oscuras están salpicadas de blanco. Las patas son de color naranja con bandas oscuras. Por lo general, se sienta con la cabeza hacia abajo en el centro de la red, con las patas abiertas en forma de 'X' que recuerda a la Cruz de San Andrés.
El macho es más pequeño y más opaco que la hembra, y de color marrón y crema.

## Biología
Al igual que otros miembros del género, las hembras a veces decoran su red con seda blanca en zigzag, que varía en forma de discoide en los juveniles a cruciforme en las hembras maduras. El estabilimento puede estar asociado como mecanismo para evitar a los depredadores.